# Mühlbacher Mühle
Die Mühlbacher Mühle war eine Wassermühle der Gemeinde Bad Neustadt an der Saale im Stadtteil Mühlbach, Landkreis Rhön-Grabfeld. Die Mühle liegt an einem Mühlbach, der in die Fränkische Saale mündet.

## Geschichte
Die Mühle von Mühlbach wurde 1578 von Valentin Voit von Salzburg neu erbaut. Die Mühle hatte zwei Mahlgänge. Sie war dem Kloster Mariabildhausen und der Stadt Neustadt zehntpflichtig.

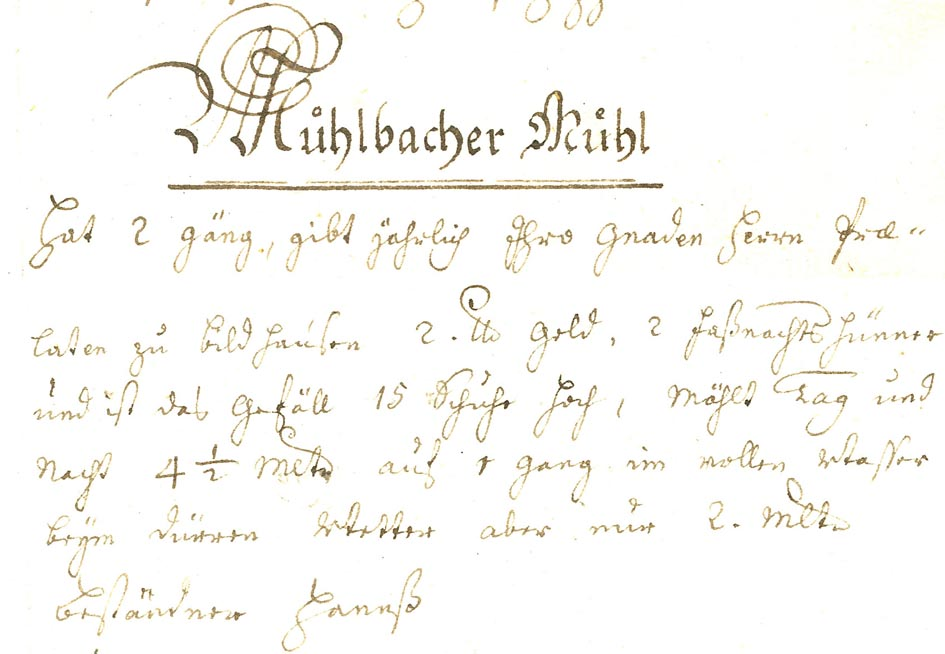
Bericht über die Mühlbacher Mühle von 1798 (Stadtarchiv Bad Neustadt an der Saale B85) Transkription: Mühlbacher MÜhl Hat 2 Gäng, gibt jährlich Ihro Gnaden Herrn Praelaten zu Bildhausen, 2. Ad Gold, 2 Faßnachts Hünner und ist das Gefäll 15 Schuhe hoch, Mahlt Tag und Nacht 4½ Mltr auf 1 gang im vollen Wasser beym dürren Wetter aber nur 2. mltr. Beständer (Pächter) Gannß